# Prix du cinéma autrichien

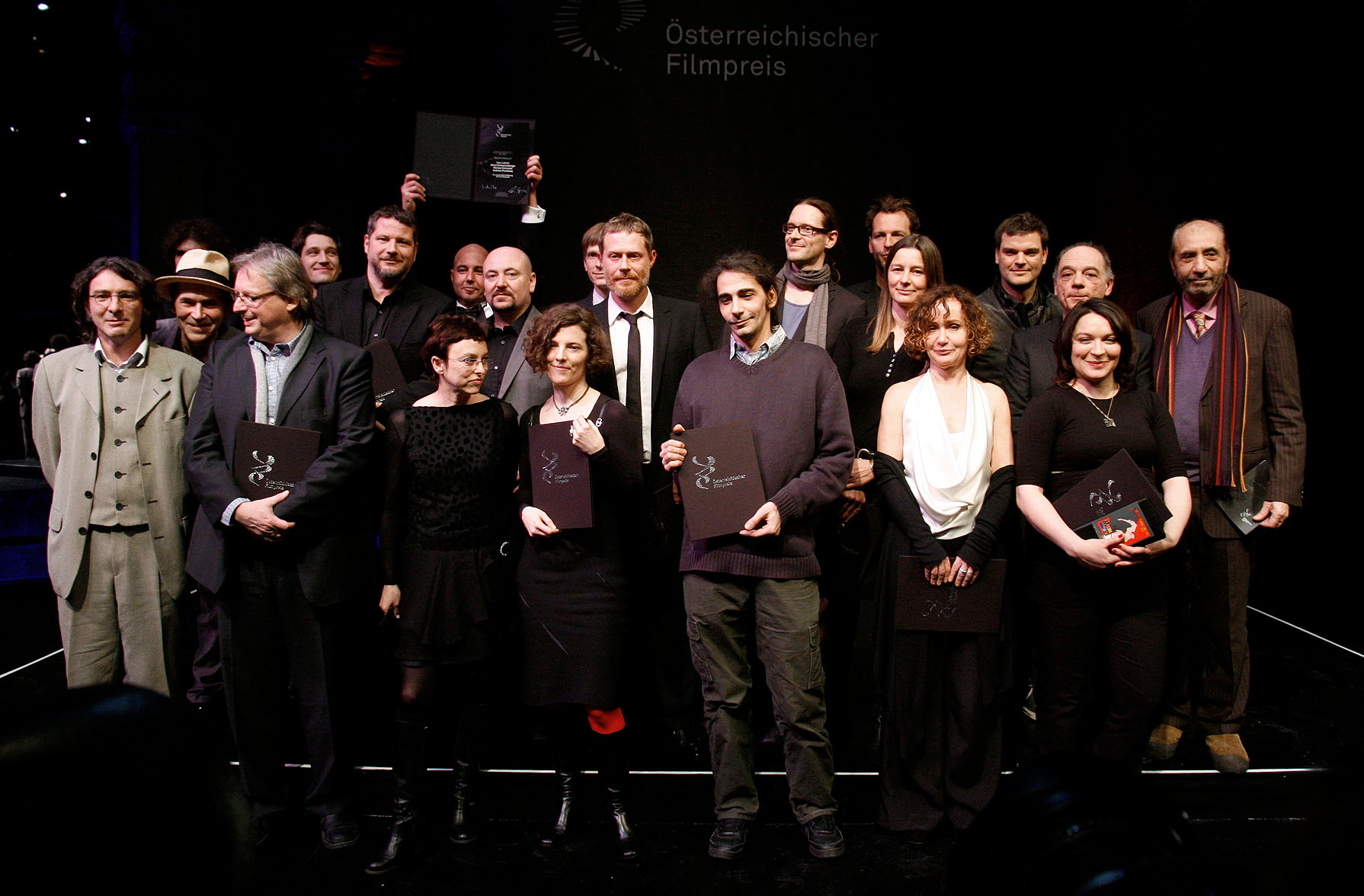
Lauréats en 2011

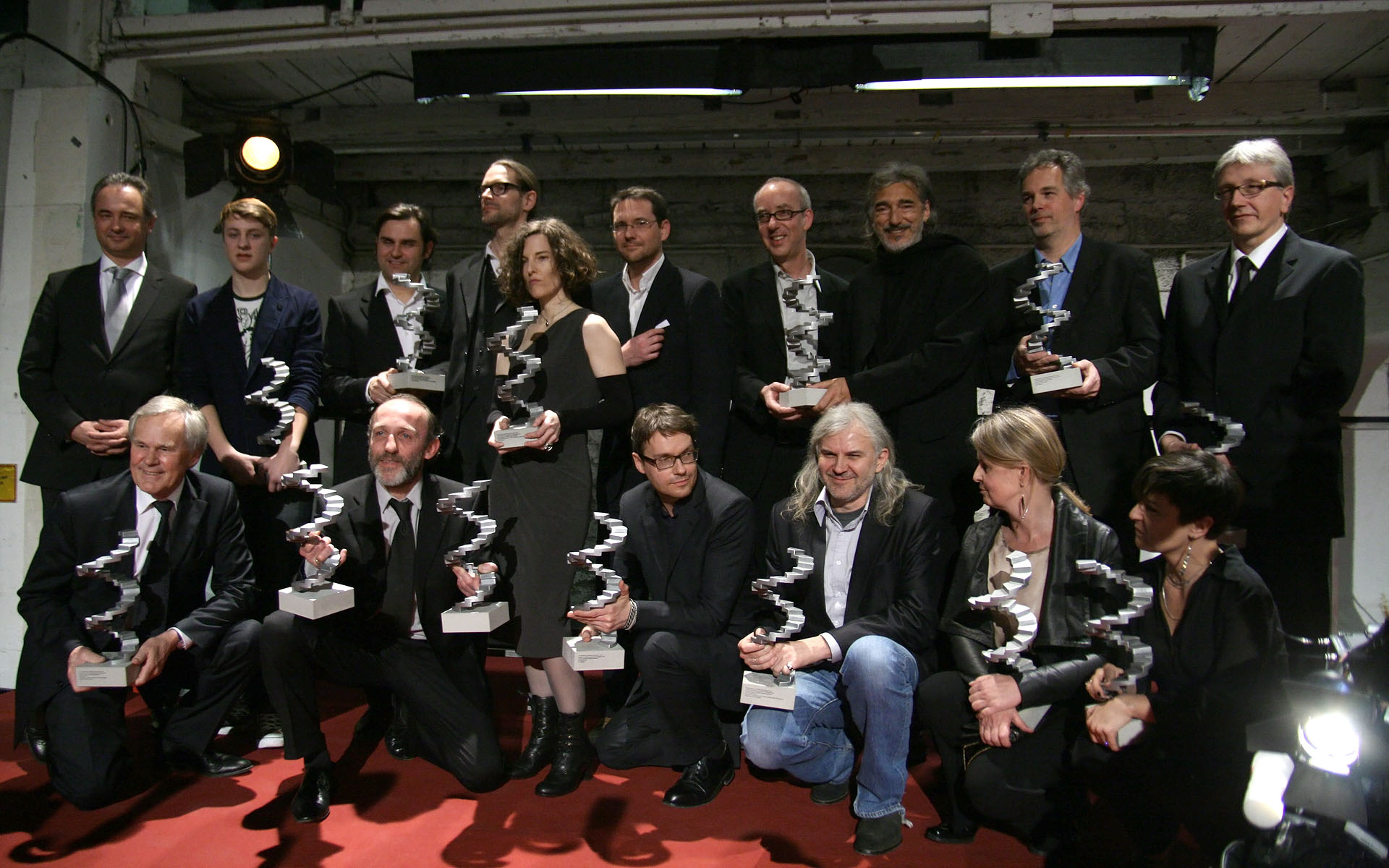
Lauréats en 2012

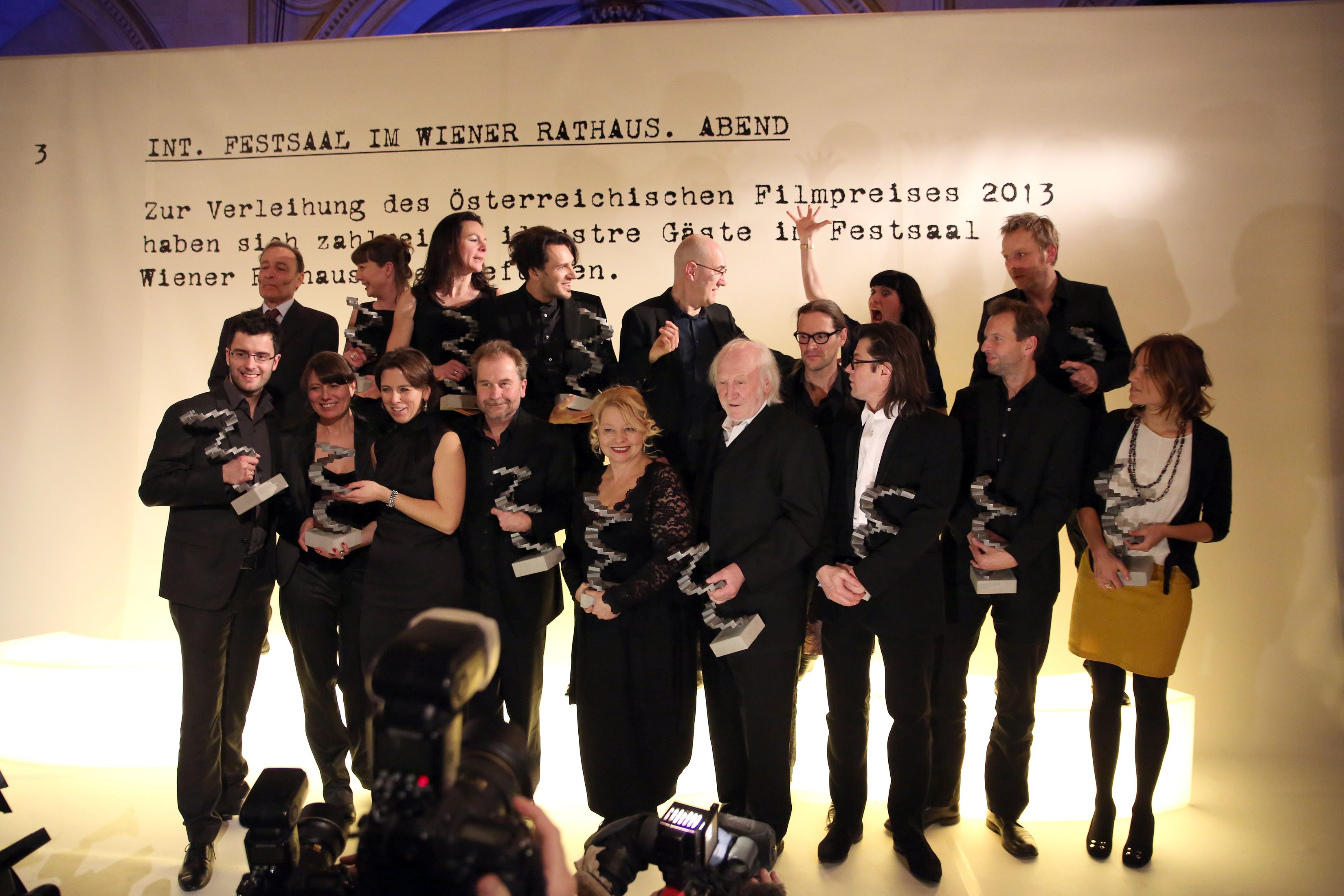
Lauréats en 2013

Le prix du cinéma autrichien (Österreichischer Filmpreis) est une récompense cinématographique décernée par l'Académie du cinéma autrichien (de) récompensant les meilleurs films, acteurs, réalisateurs et techniciens du cinéma autrichien. Une cérémonie se tient chaque année en janvier à Vienne.

## Historique
Le prix du cinéma n'est pas doté d'une somme d'argent, mais doit, selon les mots de la directrice exécutive de l'Académie, Marlene Ropac, être considéré comme un « prix honorifique des cinéastes pour les cinéastes. » Son but est d'encourager la création cinématographique, pas d'être une « fête d'entreprise », mais de promouvoir les films autrichiens et de présenter un aperçu au public.
Auparavant, jusqu'en 2007, la Fachverband der Film- und Musikindustrie donnait des prix aux films ayant fait le plus d'entrée dans l'année, récompense qui prend ensuite le nom de Golden Ticket et d'Austrian Ticket (de).

## Critères de sélection
Sont sélectionnés des films produits en Autriche, ou financés par des fonds autrichiens, comme des coproductions internationales disposant d'un certificat d'origine autrichienne. Le film ne doit pas être diffusé à la télévision avant la cérémonie de remise des prix. En outre, les films doivent avoir une influence culturelle autrichienne claire, ils doivent réunir au moins deux des trois critères suivants :
- La version originale du film est germanophone.
- Le réalisateur est autrichien ou vit en Autriche.
- Le producteur est autrichien ou vit en Autriche.

## Trophée
Le trophée depuis 2012 en forme d'escalier en spirale est une œuvre de Valie Export.

## Catégories de récompense
Dans les 14 catégories, les récompenses sont remises par ceux qui les ont obtenues l'année précédente :
- Meilleur film (de) (Bester programmfüllender Spielfilm)
- Meilleur réalisateur (de) (Beste Regie)
- Meilleur acteur (de) (Beste darstellerische Leistung – männliche Hauptrolle)
- Meilleure actrice (de) (Beste darstellerische Leistung – weibliche Hauptrolle)
- Meilleur acteur dans un second rôle (Beste darstellerische Leistung – männliche Nebenrolle)
- Meilleure actrice dans un second rôle (Beste darstellerische Leistung – weibliche Nebenrolle)
- Meilleur scénario (Bestes Drehbuch)
- Meilleurs décors (Bestes Szenenbild)
- Meilleurs costumes (Bestes Kostümbild)
- Meilleure photographie (Beste Kamera)
- Meilleur montage (Bester Schnitt)
- Meilleur son (Beste Tongestaltung)
- Meilleure musique (Beste Musik)
- Meilleur film documentaire (Bester programmfüllender Dokumentarfilm)

## Palmarès des principales récompenses
- 2011 (de) :
  - Meilleur film : Die unabsichtliche Entführung der Frau Elfriede Ott d'Andreas Prochaska
  - Meilleur réalisateur : Benjamin Heisenberg pour Le Braqueur
  - Meilleur acteur : Andreas Lust dans Le Braqueur
  - Meilleure actrice : Barbara Romaner (de) dans Mahler auf der Couch (de)

- 2012 (de) :
  - Meilleur film : Nouveau Souffle de Karl Markovics
  - Meilleur réalisateur : Karl Markovics pour Nouveau Souffle
  - Meilleur acteur : Thomas Schubert (de) dans Nouveau Souffle
  - Meilleure actrice : Ursula Strauss dans Vielleicht in einem anderen Leben (de)

- 2013 (de) :
  - Meilleur film : Paradis : Amour d'Ulrich Seidl
  - Meilleur réalisateur : Ulrich Seidl pour Paradis : Amour
  - Meilleur acteur : Karl Merkatz dans Anfang 80
  - Meilleure actrice : Margarethe Tiesel dans Paradis : Amour